# (35177) 1993 TP22
1993 TP22 (asteroide 35177) é um asteroide da cintura principal. Possui uma excentricidade de 0.17187500 e uma inclinação de 2.59489º.
Este asteroide foi descoberto no dia 9 de outubro de 1993 por Eric Walter Elst em La Silla.